# 이상한 애
《이상한 애》는 대한민국의 가수 민서의 디지털 싱글이다. 대한민국의 방송사 채널A의 예능 《하트시그널》의 삽입곡이다. 2018년 3월 23일에 발매되었다. 대한민국의 기획사 미스틱엔터테인먼트의 음악 플랫폼 LISTEN을 통해 공개되었다.

## 트랙리스트
| #  | 제목                  | 작사   | 작곡           | 편곡           | 재생 시간 |
| -- | --------------------- | ------ | -------------- | -------------- | --------- |
| 1. | 〈이상한 애〉         | 김이나 | 박근태, 최진석 | 박근태, 최진석 | 3:05      |
| 2. | 〈이상한 애 (Inst.)〉 |        | 박근태, 최진석 | 박근태, 최진석 | 3:05      |